# Mohammadia (Alger)
Mohammadia (în arabă محمدية) este o comună din provincia Alger, Algeria.
Populația comunei este de 62.543 de locuitori (2008).